# 闽南传统建筑

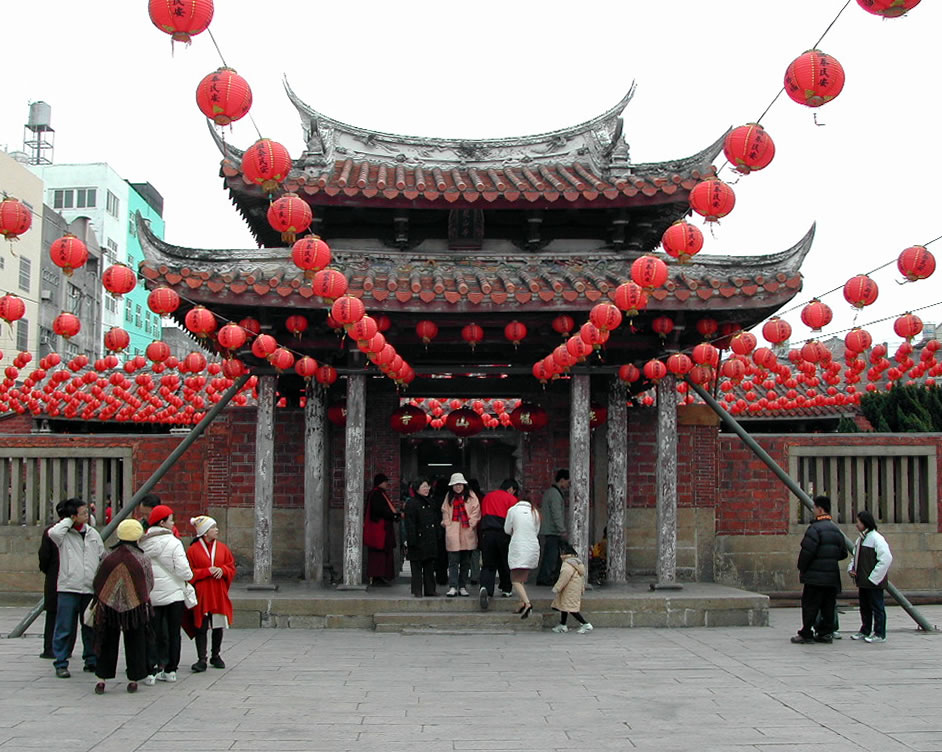
鹿港龍山寺

闽南传统建筑是指闽南民系居住區的建筑风格，福建传统建筑与周围漢人建築有许多相似之处。然而福建传统建筑也有一些獨特特點，例如燕尾脊、剪瓷雕、福建三合院、亭仔跤，這使得福建和台湾的许多传统建筑与其他地區的建筑截然不同。

## 燕尾脊
燕尾脊在闽南和台湾很常见。燕尾脊指的是具有向上弯曲的脊形的屋顶，形状像燕子的尾巴。每個建築的弯曲程度可能会有所不同。燕尾可以是单层或双层的。这一特征起源于16世纪（明朝）。当时，福建人正在与东南亚、台湾、琉球和日本做生意。燕尾脊常见于寺庙、豪宅和祠堂中。

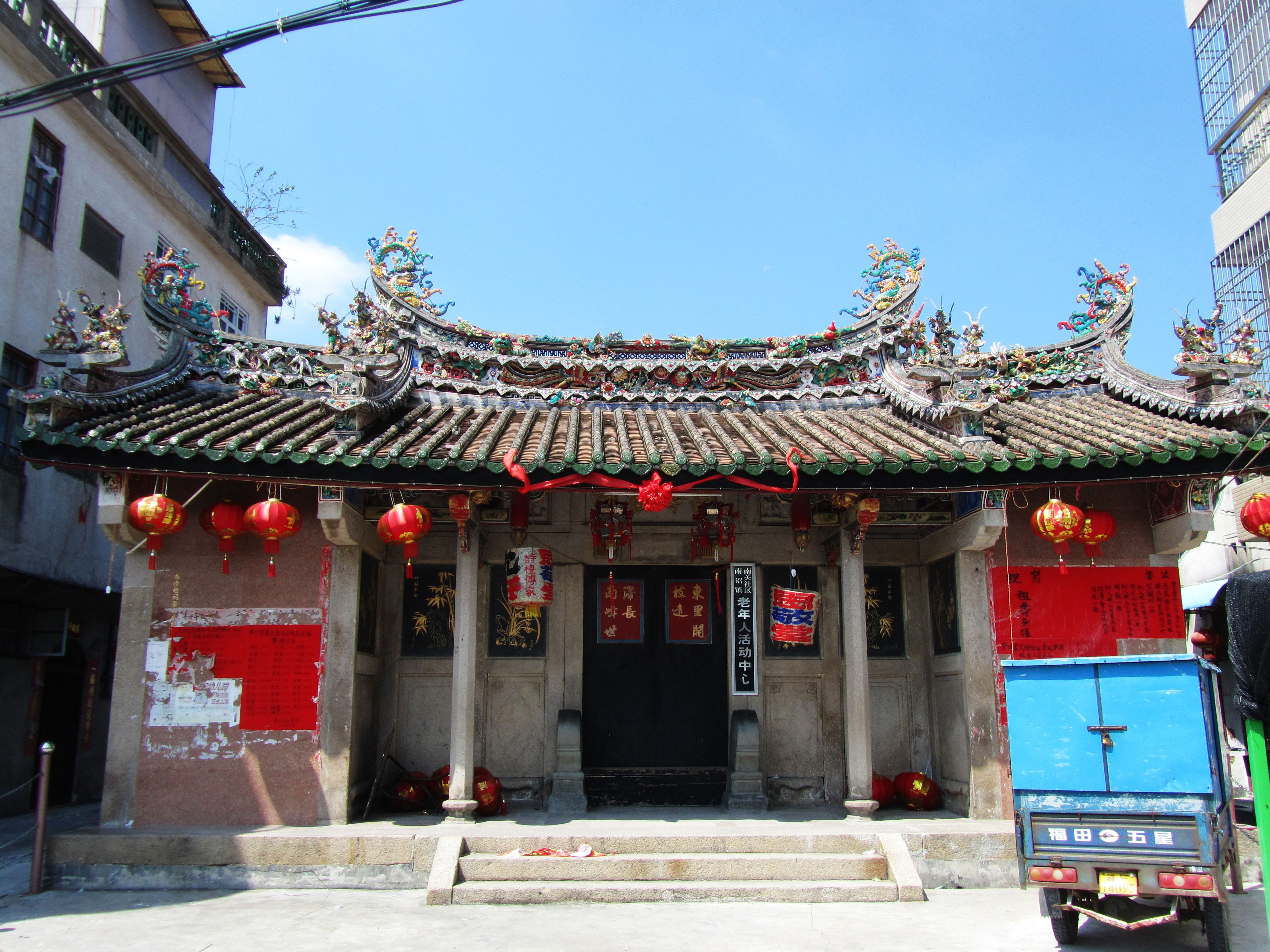
位于福建省漳州市诏安縣南峰祖祠。
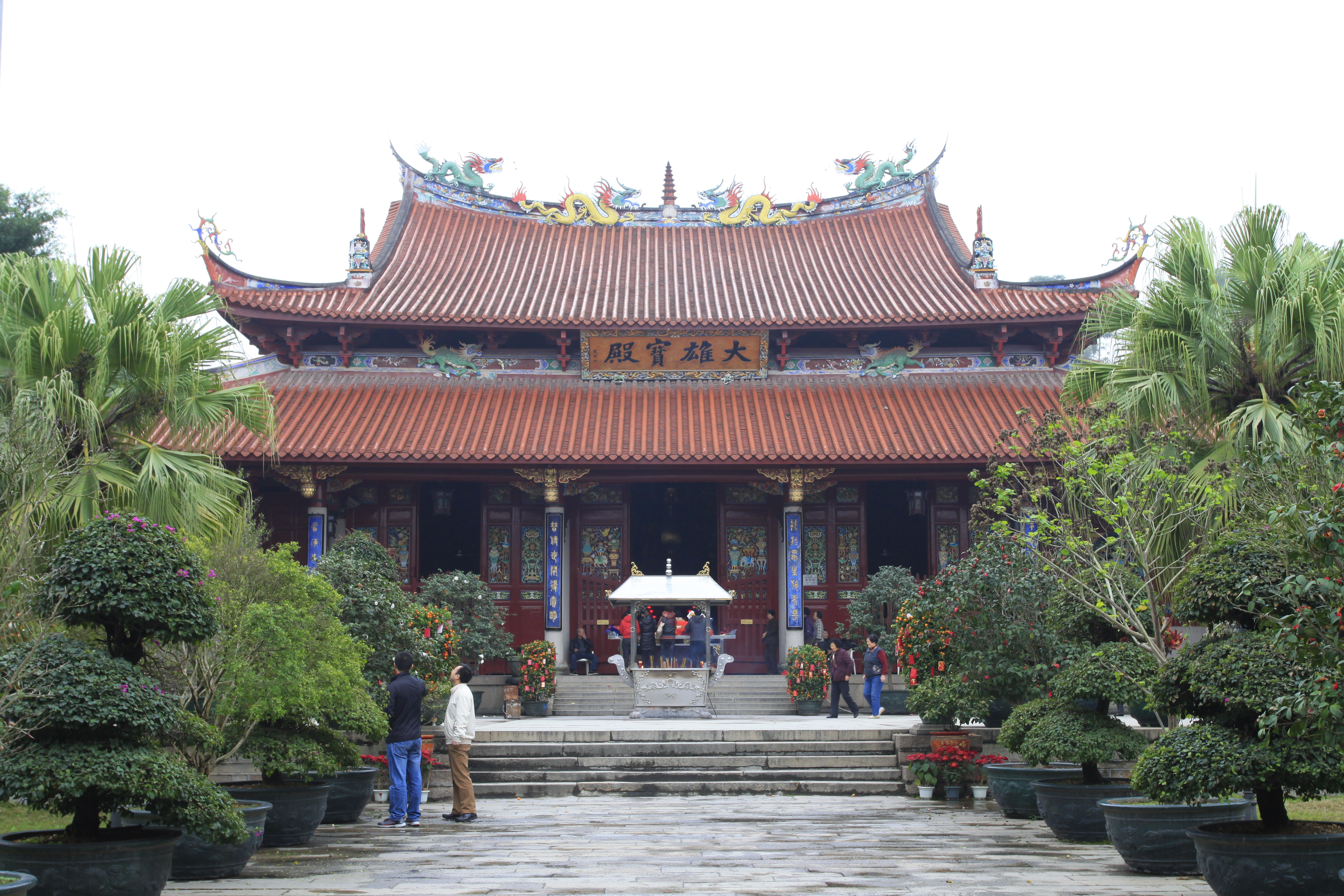
位于福建省漳州市南山寺大雄寶殿。
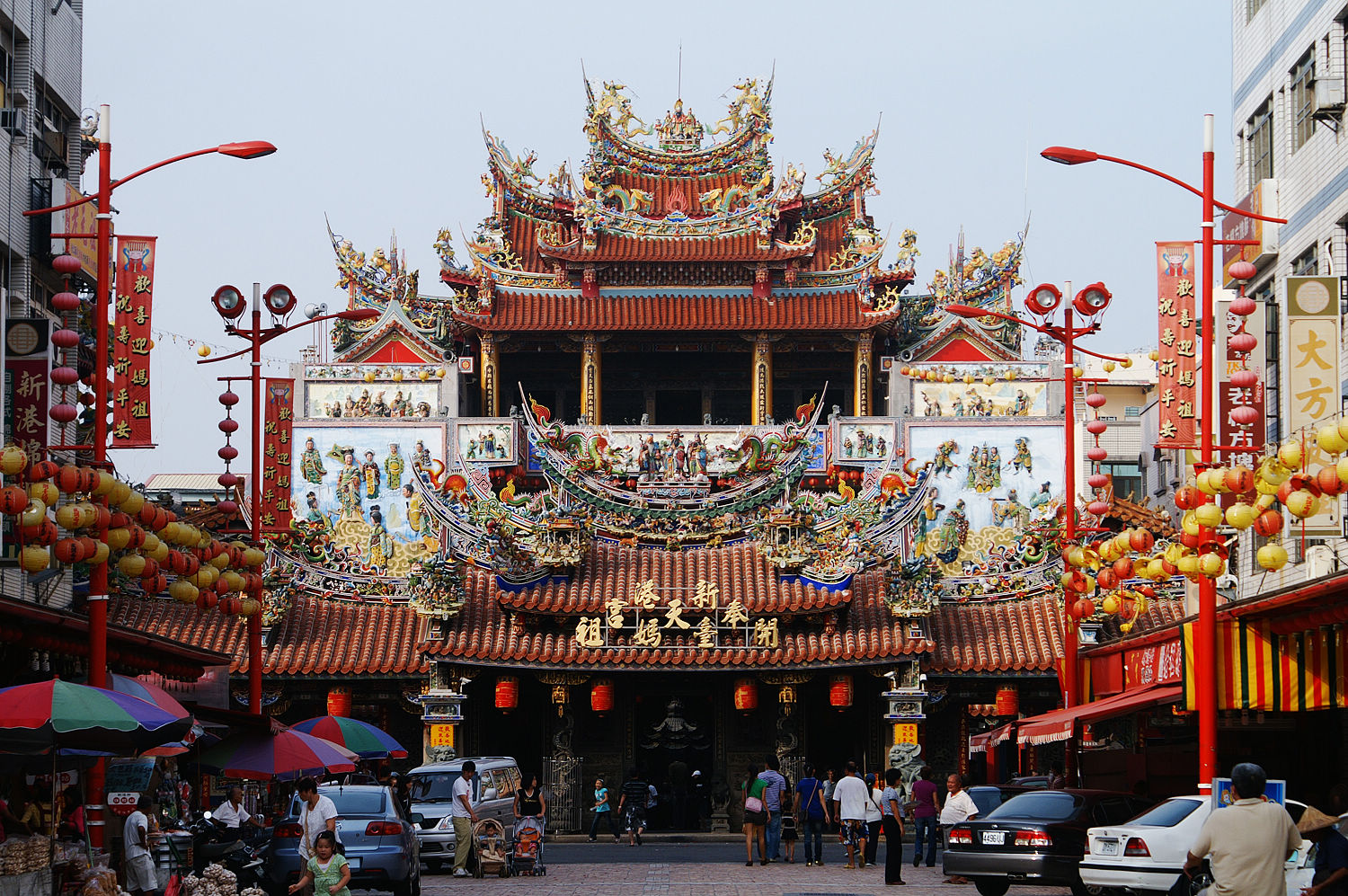
奉天宫是台湾嘉义市的一座妈祖庙。
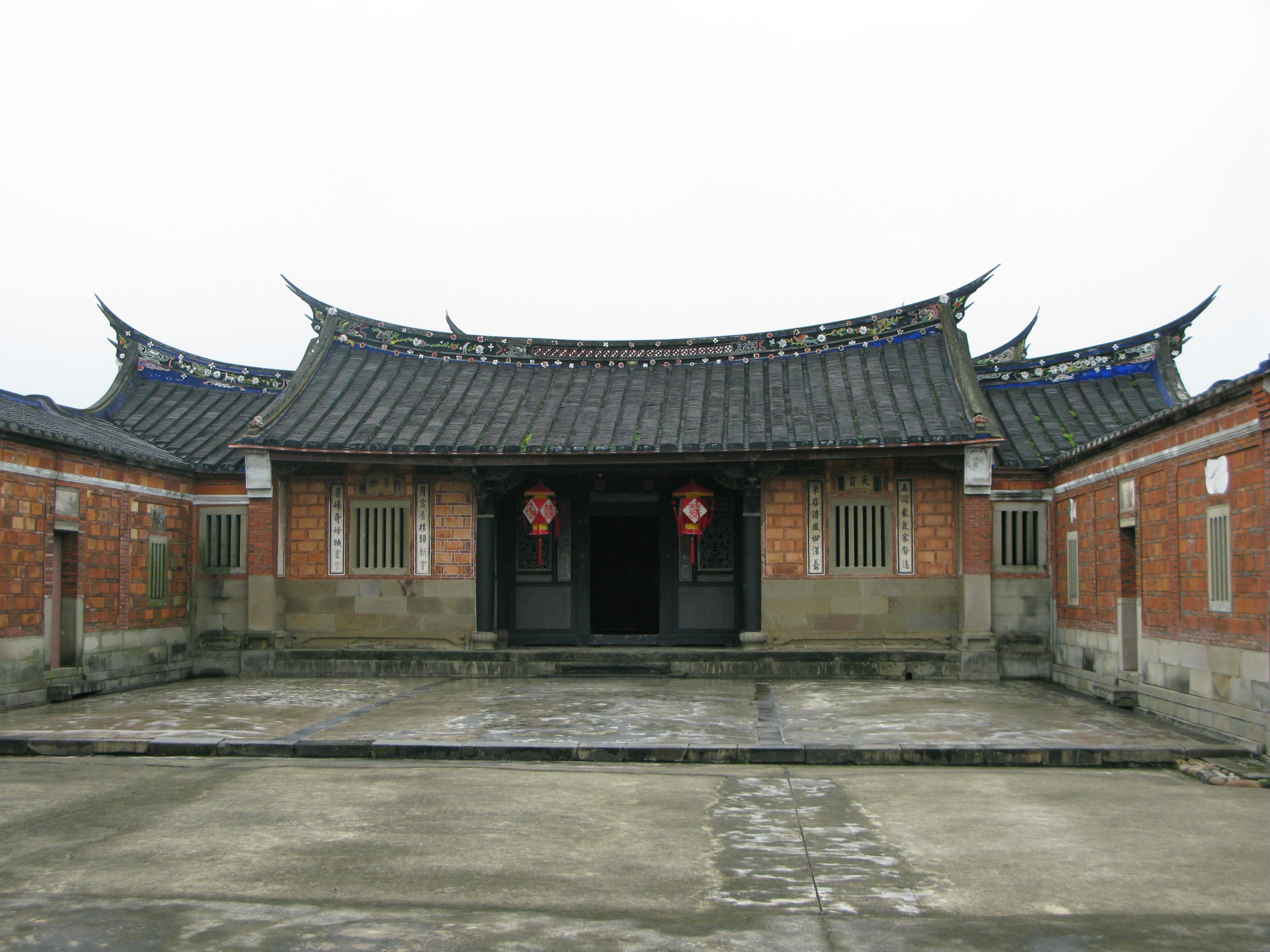
台湾的许多客家人建築都采用了闽南建筑风格，比如李騰芳古宅。
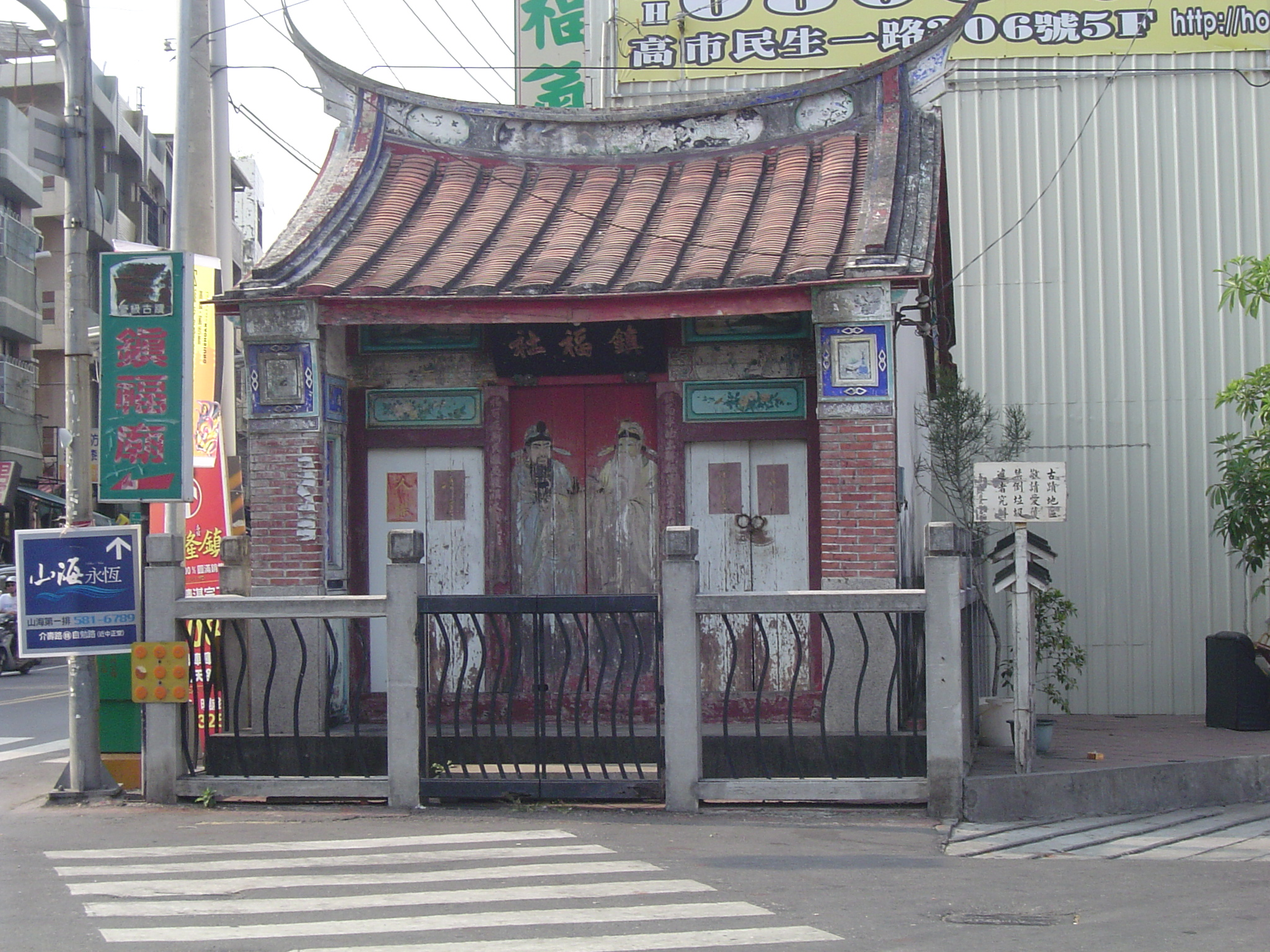
土地公廟，位于台湾高雄。
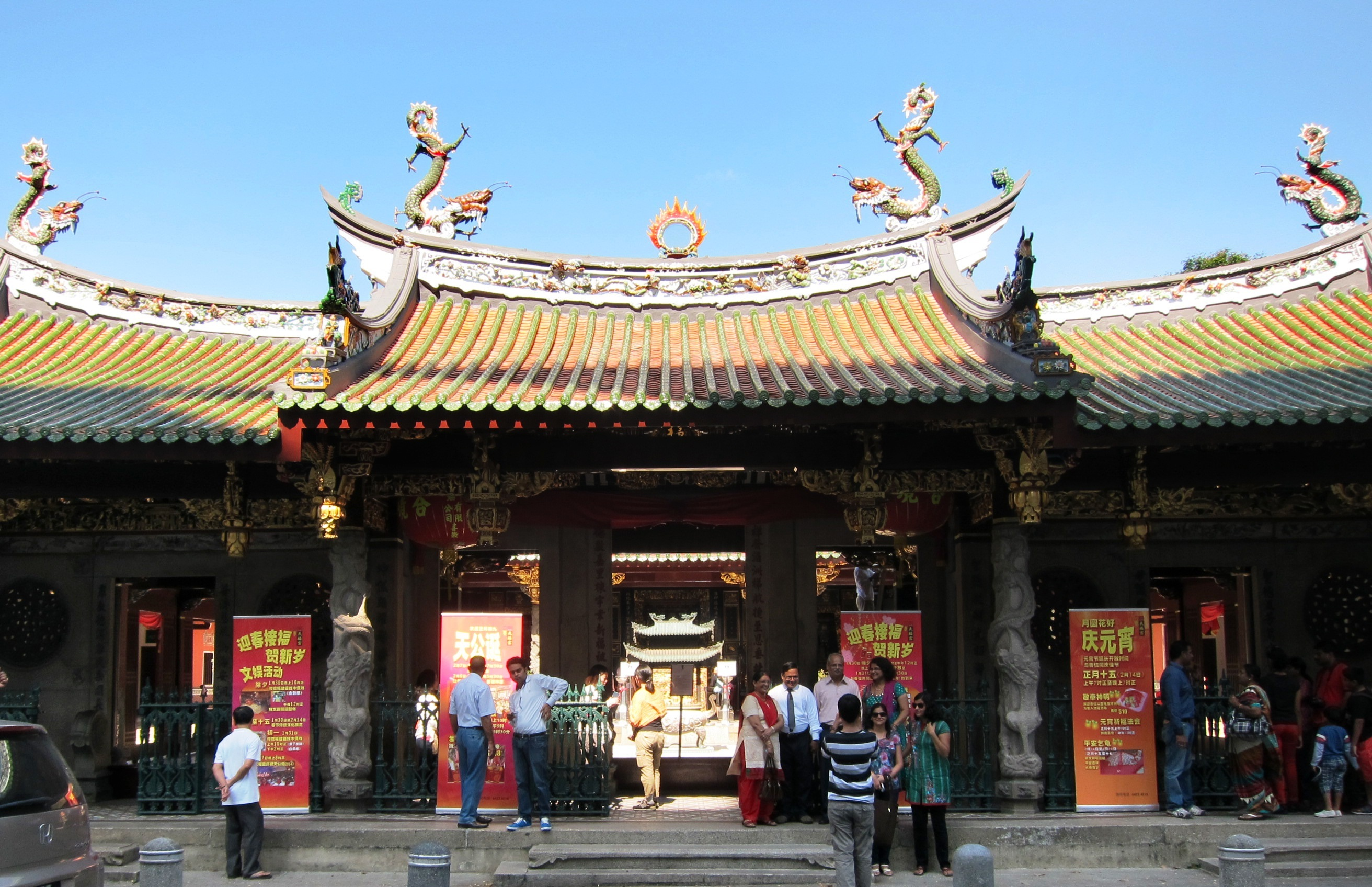
天福宫是新加坡最古老的福建妈祖庙之一。
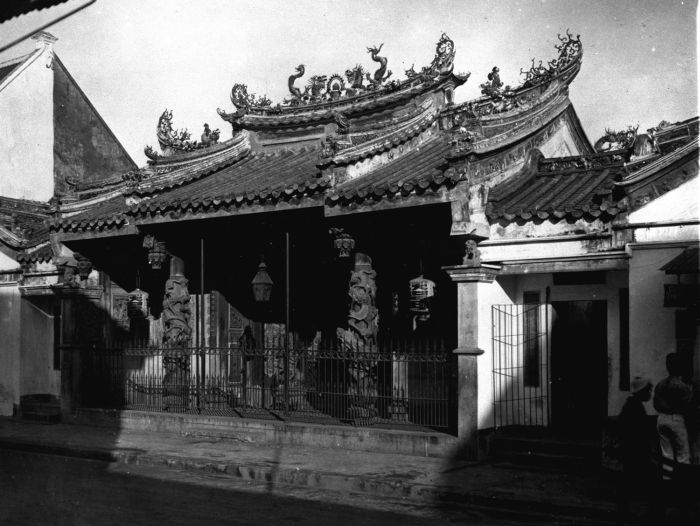
位于印度尼西亚苏拉威西望加锡的妈祖庙。该建筑于1997年在该市的反华骚乱中被烧毁。寺庙被重建并更名为“Vihara Ibu Agung Bahari”。
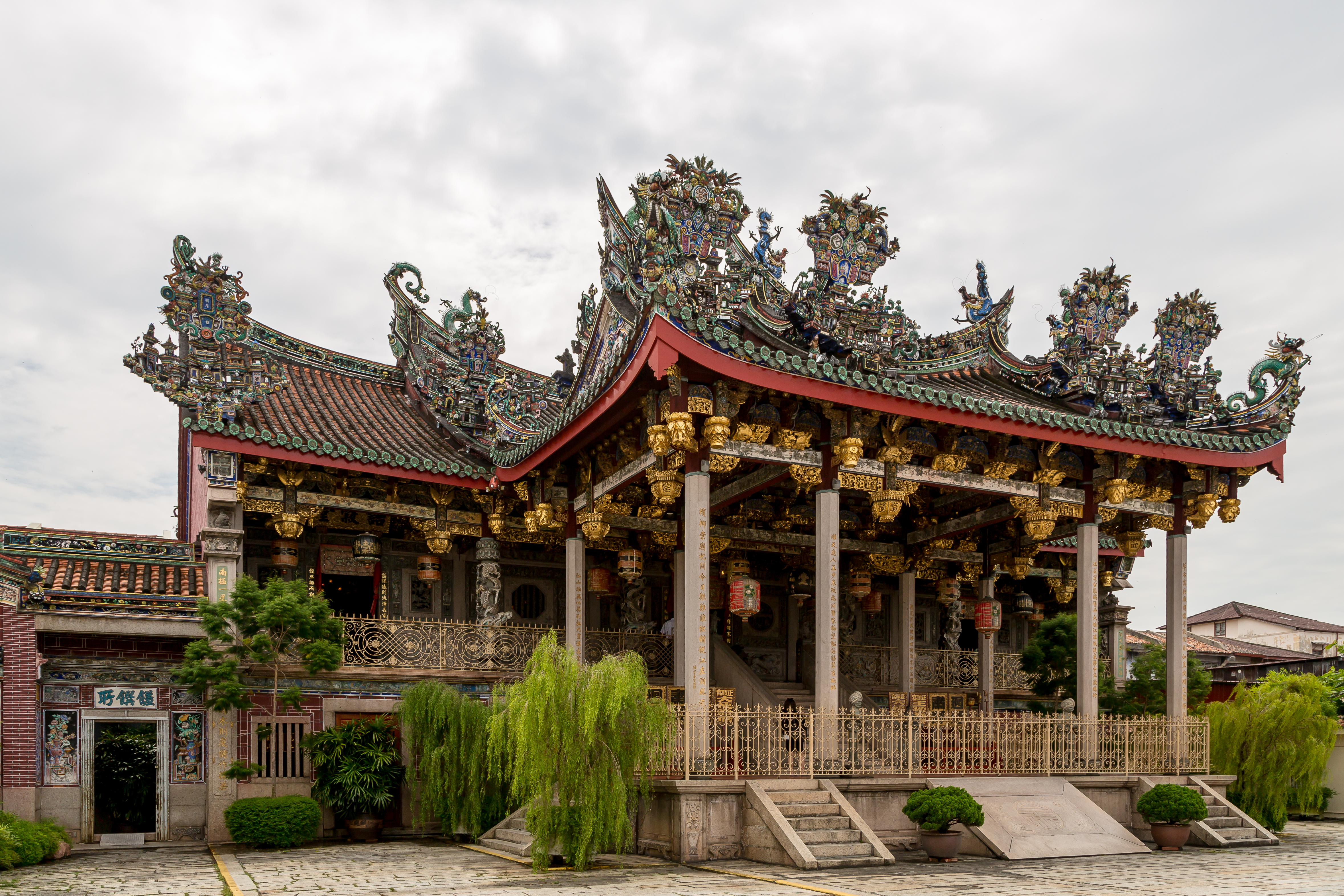
马来西亚槟城龍山堂邱公司。
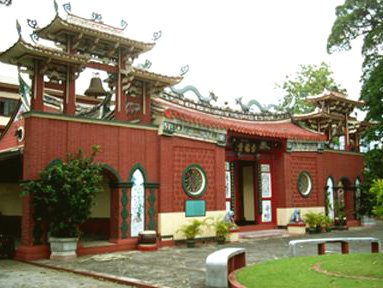
菲律宾马尼拉的华侨义山

## 切瓷雕刻
剪瓷雕在闽南建筑中很普遍，在一些越南建筑上也能看到剪瓷雕。闽南瓷器艺术家通常会收集小型彩色瓷器（如碗和其他餐具），将它们切割或研磨成更小的碎片，然后将这些碎片粘贴到建筑物上的雕塑上。剪瓷雕常見於寺庙和较大住宅的山脊、窗框和门上。这些雕塑的主题有植物和动物以及中国神话或福建民间传说中的人物。

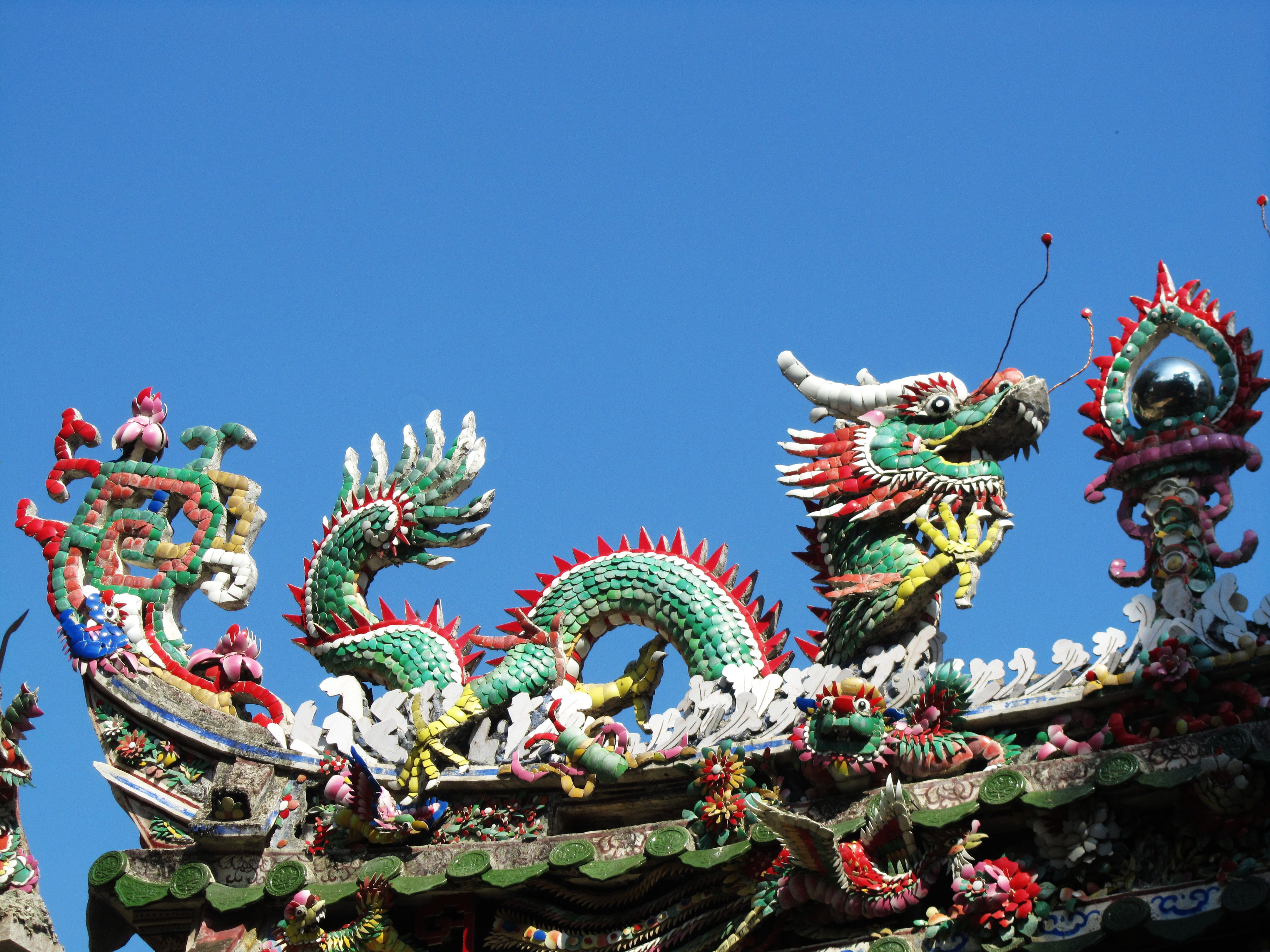
诏安县西门西岳武庙，大门屋脊上的剪瓷雕
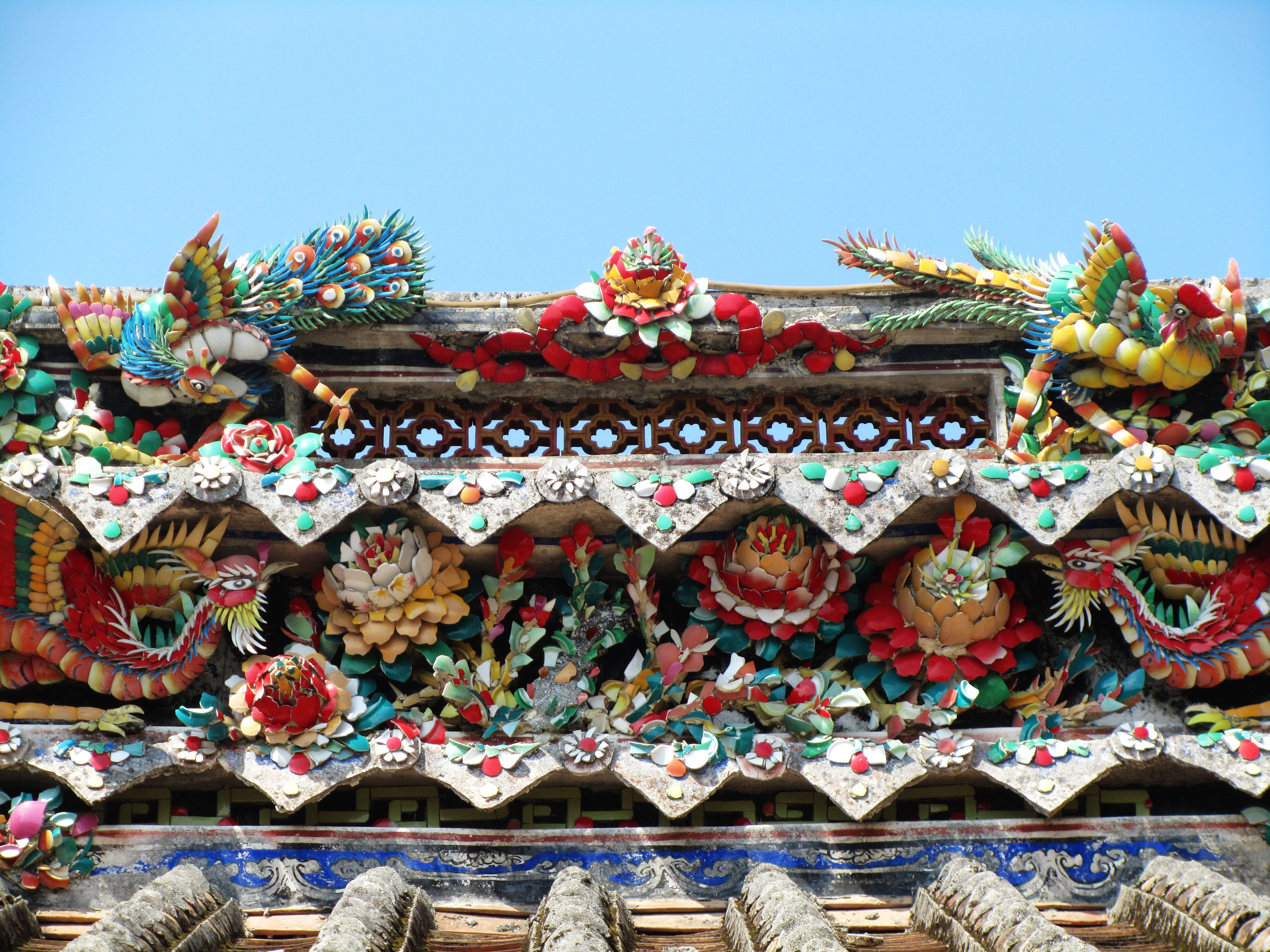
诏安南峰祖祠，大门正脊上的剪瓷雕
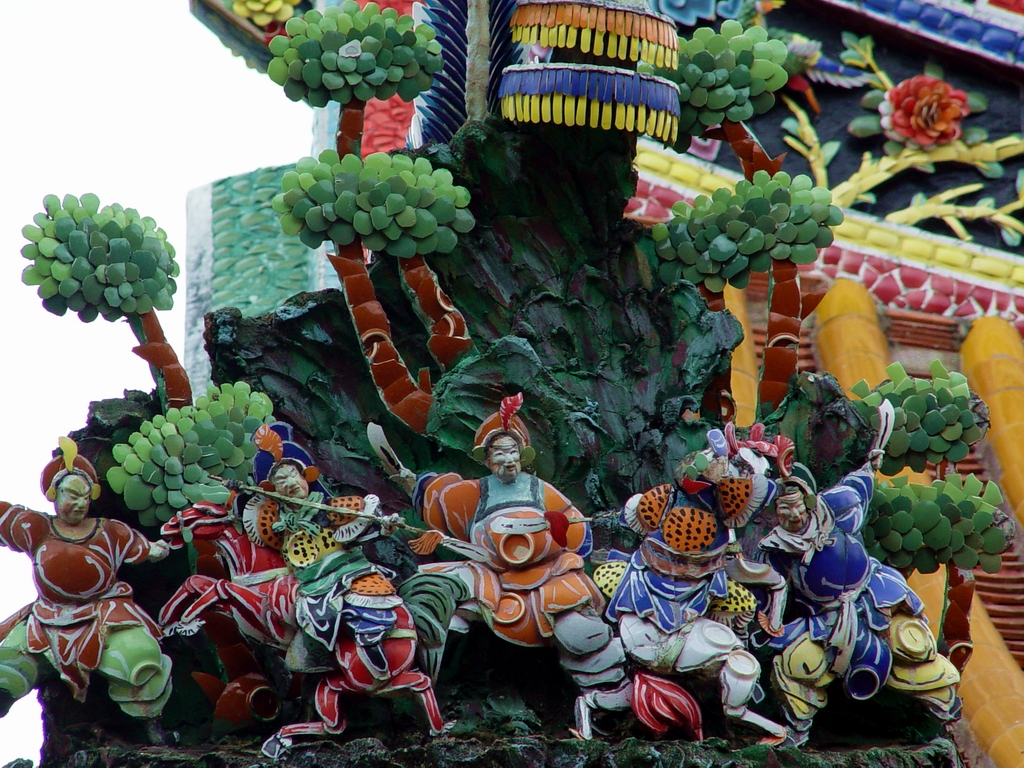
台湾新竹县北埔慈天宮。

## 三合院
三合院是一种遍布中国的建筑类型。它们在庭院的三个侧面有住宅，形成一个倒U形。虽然这种风格建築几乎在所有人居住區中都有出現，但福建三合院以護龍而著称，这是福建三合院非常独特的特征。

## 柱础
柱础是使柱脚与地面隔离的物体，能起到绝对的防潮作用，同时加强柱基的承压力。

## 亭仔跤
亭仔跤（Têng-á-kha）是一种中国南方建筑风格。它融合了西欧建筑元素，由于福建人接觸到了东南亚与西欧文化，18世纪后期亭仔跤開始出现。亭仔跤底层是商店，而上层是住宅。泉州市境內有一些亭仔跤。

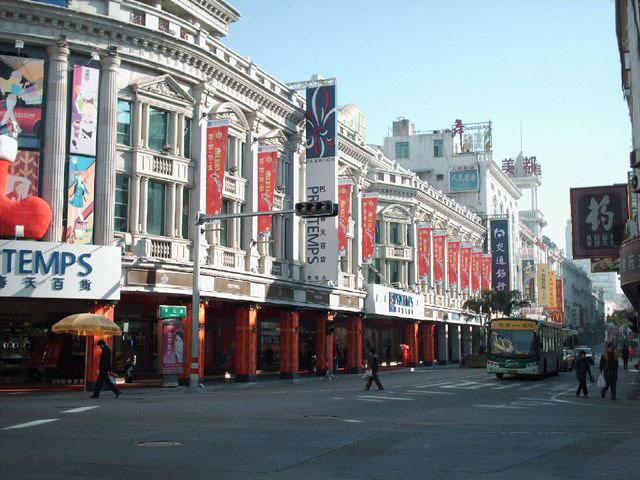
厦门市中山路的亭仔跤。
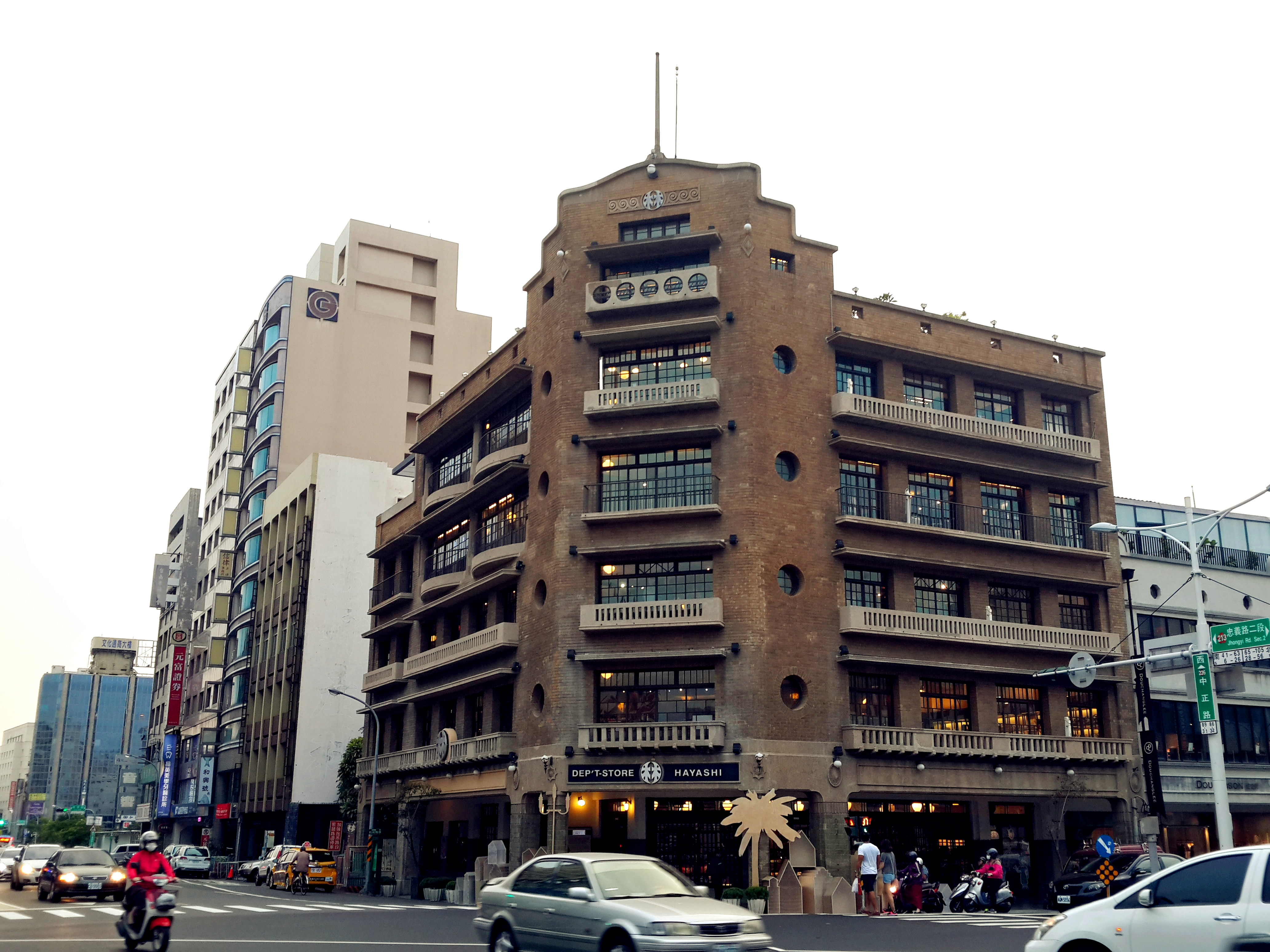
台湾台南的林百货。
1915年在菲律宾马尼拉岷倫洛區的Calle Rosario（Modern Quintin Paredes St.）

## 现代建筑
- 厦门北站
- 厦门高崎机场
- 厦门大学